# Coleophora tshiligella
Coleophora tshiligella é uma espécie de mariposa do gênero Coleophora pertencente à família Coleophoridae.